# Gibraltar Mountain
Gibraltar Mountain är ett berg i Kanada.   Det ligger i provinsen Alberta, i den södra delen av landet, 2 900 km väster om huvudstaden Ottawa. Toppen på Gibraltar Mountain är 2 665 meter över havet, eller 458 meter över den omgivande terrängen. Bredden vid basen är 2,9 km.
Terrängen runt Gibraltar Mountain är huvudsakligen kuperad, men åt sydväst är den bergig.Trakten runt Gibraltar Mountain är nära nog obefolkad, med mindre än två invånare per kvadratkilometer.. Det finns inga samhällen i närheten. 
Trakten runt Gibraltar Mountain består i huvudsak av gräsmarker.